# Cynthia Hamilton
Cynthia Elinor Beatrix Hamilton, (16 de agosto de 1897 - 4 de diciembre de 1972), conocida como Lady Cynthia Hamilton hasta su matrimonio, y desde entonces fue conocida como Vizcondesa Althorp y hasta 1922 cuando su esposo heredó el título de su padre Conde Spencer fue conocida como Condesa Spencer.

## Vida y familia
Fue la hija de Jacobo Hamilton, 3.er Duque de Abercorn y Rosalind Bingham. Sus abuelos maternos fueron Carlos Bingham, 4.º Conde de Lucan y Lady Cecilia Gordon-Lennox, hija de Carlos Gordon-Lennox, 5.º Duque de Richmond y Lady Caroline Paget.
Cynthia Hamilton se casó con Alberto Eduardo Spencer el 26 de febrero de 1919 en St. James, Picadilly, Londres.
Tuvieron dos hijos:
- Lady Anne Spencer (4 de agosto de 1920 - 24 de febrero de 2020).
- John Spencer, VIII conde de Spencer (24 de enero de 1924 - 29 de marzo de 1992).

La Condesa Spencer fue Lady del Bedchamber de la Reina Madre de 1937 hasta su muerte y fue la abuela paterna de Diana Spencer. Cynthia murió en Althorp (casa ancestral de los Spencer), a la edad de 75.